# Maine de Biran

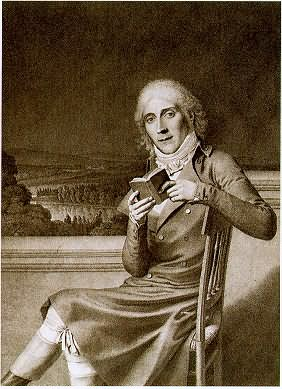
Maine de Biran

François-Pierre-Gonthier Maine de Biran (* 29. November 1766 in Bergerac, Frankreich; † 20. Juli (?) 1824 in Paris), gewöhnlich unter dem Namen Maine de Biran bekannt, war ein französischer Philosoph.

## Biografie
Maine de Biran wurde in Bergerac geboren. Er nahm den Namen Maine einige Zeit vor 1787 von einem Landsitz namens Le Maine in der Nähe von Mouleydier an der Dordogne an. Nach dem Studium in Périgueux, das er mit Auszeichnung absolvierte, trat er in die Leibwache König Ludwig XVI. von Frankreich ein und war bei den Ereignissen vom Oktober 1789 in Versailles anwesend. Nach der Auflösung der königlichen Garde zog er sich auf sein Erbe Grateloup in der Nähe von Bergerac zurück und blieb so von den Wirren der Französischen Revolution verschont.
In dieser Periode war es, wo er nach seinen eigenen Worten „per saltum von der Frivolität zur Philosophie“ kam. Er begann mit der Psychologie, die zu seinem Lebensinhalt wurde. Nach der Herrschaft des Terrors widmete Maine de Biran sich auch der Politik. Wegen des Verdachts der Königstreue vom Rat der Fünfhundert ausgeschlossen, nahm er mit seinem Freund Joseph Lainé an der Kommission von 1813 teil, die als erste direkt gegen Kaiser Napoleon opponierte. Nach der Wiederherstellung der Monarchie wurde er Schatzmeister der Deputiertenkammer. Während der Parlamentsferien im Herbst zog er sich jeweils zum Studium in seine Heimat zurück. Sein genaues Todesdatum ist ungewiss.
1812 wurde er als korrespondierendes Mitglied in die Preußische Akademie der Wissenschaften aufgenommen.

## Werke
Der Ruf Maine de Birans als Philosoph hat darunter gelitten, dass nur einige seiner untypischsten Schriften, die in einem obskuren und schwer lesbaren Stil geschrieben waren, zu seinen Lebzeiten veröffentlicht wurden. Hierzu gehörten der Aufsatz über die Gewohnheit („Sur l’influence de l’habitude“, 1803), eine kritische Rezension der Vorträge von Pierre Laromiguière (1817), und der philosophische Teil des Artikels „Leibnitz“ in der „Biographie universelle“ (1819). Eine Abhandlung über die Analyse des Gedankens (Sur la décomposition de la pensée) wurde nie gedruckt. Im Jahr 1834 wurden diese Schriften zusammen mit dem Essay „Nouvelles considérations sur les rapports du physique et du moral de l’homme“ von Victor Cousin herausgegeben, der sie in der Ausgabe von 1841 um drei Bände unter dem Titel „Œuvres philosophiques de Maine de Biran“ erweiterte. Erst die 1859 durch Ernest Naville erfolgte Herausgabe der „Œuvres inédites de Maine de Biran“ in drei Bänden (mit Manuskripten, die durch Birans Sohn zur Verfügung gestellt worden waren) machte eine umfassende Sicht auf die philosophische Entwicklung von Maine de Biran möglich.
Zuerst ein Sensualist, wie Étienne Bonnot de Condillac und John Locke, als Nächstes ein Intellektualist, wurde er schließlich ein mystischer Theosoph. Der „Essai sur les fondements de la psychologie“ repräsentiert die zweite Stufe seiner philosophischen Entwicklung, die Fragmente der „Nouveaux essais d’anthropologie“ die dritte Stufe. Maine de Birans frühe Aufsätze in Philosophie wurden aus dem Gesichtswinkel von Locke und Condillac geschrieben, sie zeigten jedoch bereits Anzeichen seiner späteren Interessen. Während er sich mit der Bildung der Gewohnheit befasste, wurde er zu der Erkenntnis gezwungen, dass passive Eindrücke keine vollständige oder adäquate Erklärung liefern können. Mit Laromiguière unterscheidet er Aufmerksamkeit als eine aktive Anstrengung, der nicht weniger Bedeutung zukommt als der passiven Empfänglichkeit der Sinne, und mit Joseph Butler unterscheidet er passiv gebildete Bräuche von aktiven Gewohnheiten. Er schloss daraus, dass der von Condillac geprägte Begriff der passiven Empfänglichkeit als einzige Quelle bewusster Erfahrung ein methodischer Fehler war – kurz gesagt, dass die mechanische Weise, Bewusstsein als Produkt des Einflusses der Außenwelt anzusehen, trügerisch und irreführend war. Stattdessen setzte er die genetische Methode ein, wonach bewusste menschliche Erfahrung als Wachsen oder Entwickeln von der grundlegenden Basis aus im Kontakt mit der Umwelt aufgefasst wird. Die grundlegende Basis fand er im realen Bewusstsein, dieses selbst eine aktiv strebende Kraft, und die Stufen seiner Entwicklung, korrespondierend mit dem, was man die relative Bedeutung der äußeren Einflüsse und die reflexive Klarheit des Selbstbewusstseins nennen könnte, kennzeichnete er als das Affektive, das Perzeptive und das Reflexive. In diesem Zusammenhang betrachtete Biran die meisten der ungelösten Probleme, die bei der Erklärung der bewussten Erfahrung auftreten, wie etwa die Methode, nach der Organismen erkannt werden, die Methode, nach der Organismen von nicht-organischen Gegenständen unterschieden werden, und die Art solcher generellen Ideen, nach denen die Beziehungen zwischen Gegenständen von uns wahrgenommen werden (Ursache, Kraft, Wirkung etc.).
In der letzten Stufe seiner Philosophie unterschied Biran die tierische Existenz von der des Menschen. Hierbei wurden sowohl die oben genannten drei Formen als auch die tierische und die menschliche Existenz vom geistigen Leben her klassifiziert, wobei der Mensch in Verbindung mit dem höheren Bewusstsein, dem göttlichen System der Dinge gebracht wird. Diese Stufe blieb unvollendet. Insgesamt stellt das Werk Birans ein bemerkenswertes Beispiel für tiefes metaphysisches Denken, geleitet durch die Vorliebe für psychologische Aspekte der Erfahrung, dar.
Laut Ernst Behler ist „die beste Einführung in die Gedankenwelt und Eigenart“ Maine de Birans sein zweibändiges Tagebuch (Paris 1927/1931).